# Хёртнагль, Альфред
А́льфред Хёртнагль (нем. Alfred Hörtnagl; род. 24 сентября 1966, Матрай-на-Бреннере, Тироль) — австрийский футболист, выступавший на позиции полузащитника. После завершения карьеры — футбольный скаут и спортивный директор. Пятикратный чемпион Австрии и трехкратный обладатель Кубка Австрии.

## Карьера футболиста
Дебютировал в 19 лет в Бундеслиге, который является высшим дивизионом Австрии, представлял команду «SSW Innsbruck» (Инсбрук). Играл в 7 матчах сезона 1984—1985 гг. Сыграл в команде 2 сезона, приняв участие в 31 матчах чемпионата.
На чемпионате мира 1990 года представлял клуб «Сваровски-Тироль», которая откололась от команды Инсбрук. Сыграл ключевые роли в чемпионатах 89 года и 90 года. Также выступал за клубы: ФК «Ваккер», «Адмира Ваккер», «Рапид», «Штурм», АО «Кавала» (Греция), «АПОЭЛ» (Никосия, Кипр).
Трансферы
| Сезон | Дата            | Уходит из        | Перешел в        |
| ----- | --------------- | ---------------- | ---------------- |
| 05/06 | 1 июля 2005     | «Ваккер Тироль»  | Завершил карьеру |
| 97/98 | 31 января 1998  | АПОЭЛ (Никосия)  | FC Tirol         |
| 97/98 | 1 июля 1996     | AO Kavala        | АПОЭЛ Никосия    |
| 96/97 | 19 июля 1996    | Штурм            | AO Kavala        |
| 94/95 | 1 августа 1994  | Рапид Вена       | Штурм            |
| 93/94 | 27 августа 1993 | FC Tirol         | Рапид Вена       |
| 84/85 | 1 июля 1984     | Wattens-Wacker J | FC Tirol         |

## Достижения
- Чемпионат Австрии по футболу: 1988/1989, 1989/1990, 1999/2000, 2000/2001, 2001/2002
- Кубок Австрии по футболу: 1988/1989, 1992/1993, 1995/1996
- Региональная лига Австрии по футболу: 2003
- Чемпионат Второй лиги Австрии по футболу: 2004